# Canon EOS D30
Canon EOS D30 är en digital systemkamera från Canon.
Det var den första digitala systemkamera Canon gjorde helt själva, deras två tidigare kameror av denna typ var samarbeten med Kodak.
Det var också den första digitala systemkameran med en CMOS-sensor. (i produktion)
Kameran är en spegelreflexkamera med 3.1 megapixels upplösning.